# Allison J35
Pour les articles homonymes, voir J35.
Le General Electric/Allison J35 était un turboréacteur simple flux monocorps, conçu originellement aux États-Unis par l'entreprise General Electric (désignation interne TG-180), en parallèle au turboréacteur à flux centrifuge de style « Whittle » Allison J33. Il fut le premier réacteur à flux axial de l’US Air Force. Le J35 était d'une conception très simple, avec un compresseur axial à onze étages, huit chambres de combustion tubulaires et une turbine à étage unique. Avec la postcombustion, ce que la plupart des modèles possédaient, il produisait une poussée de 32,92 kN.
Comme pour l'Allison J33, la conception du J35 eut lieu chez General Electric, mais la majeure partie de sa production fut réalisée par l’Allison Engine Company. Son prix unitaire était de 46 000 $.

## Conception et développement

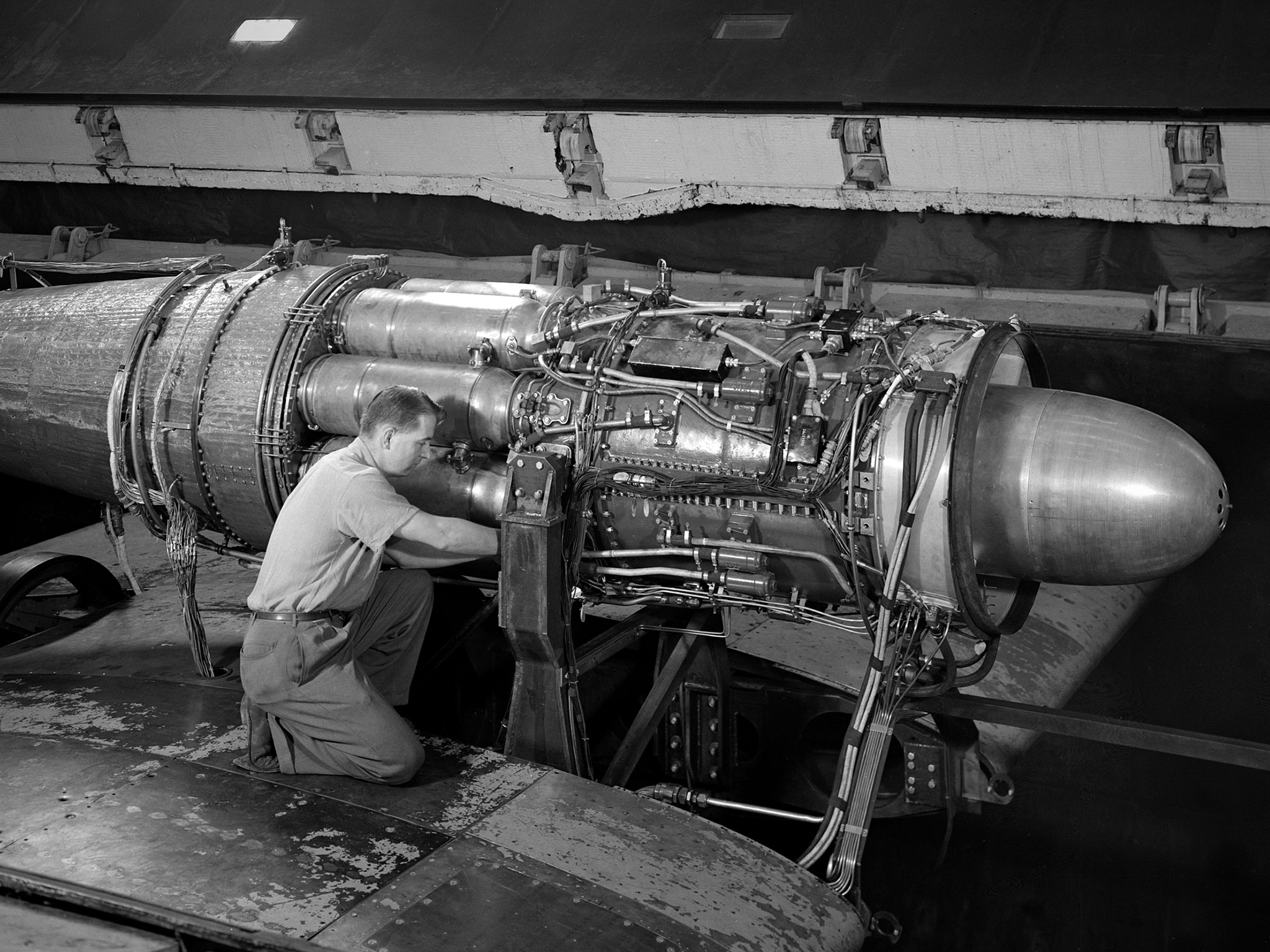
Installation dans un banc d'essai.

Alors qu'elle était en plein développement du turbopropulseur à compresseur axial T31, en 1943, la compagnie General Electric réalisa qu'elle avait les ressources pour concevoir un turboréacteur à flux axial en même temps que leur J33 à compresseur centrifuge. Les ingénieurs remarquèrent que la technologie axiale allait offrir plus de potentiel pour le futur et ils se lancèrent dans la réalisation du moteur TG-180. Les compresseurs axiaux conçus par GE furent développés à partir du compresseur NACA à huit étages.
Le moteur avait son démarreur et ses accessoires (contrôle du carburant, pompes à carburant, pompe hydraulique, génératrice, indicateur RPM) montés au centre du cône d'entrée du compresseur
. Cette disposition d'accessoires, qui était habituelle sur les moteurs à compresseur centrifuge, posait l'inconvénient de restreindre la surface disponible pour laisser l'air alimenter le compresseur. Cette disposition fut acceptée pour le J47 mais revue pour le J73 (éléments relocalisés sur une boîte à accessoires externes), lorsqu'une augmentation de 50 % du flux d'admission fut nécessaire. Le moteur était également doté de protections contre l'ingestion de débris, ce qui était monnaie courante sur les premiers moteurs à réaction. Il pouvait fonctionner jusqu'à une altitude de 15 000 m.
Le compresseur, à onze étages était constitué de 10 disques en aluminium et du dernier en acier, le tout boulonné à un arbre central creux. Chaque disque supportait des aubes en acier, et l'ensemble tenait sur deux roulements, un à rouleaux, l'autre à billes. Les 11 séries d'ailettes en acier du stator sont maintenues empilées entre elles par un guide à l'avant et un autre situé juste avant les chambres de combustion. Ces dernières sont alimentées par des injecteurs Duplex éjectant le carburant vers le sens du flux du moteur. La turbine contient un guide (stator) à 64 ailettes et un carénage qui sont intégralement soudés entre eux. De même, les 126 ailettes en alliage du rotor de la turbine et leur disque support sont soudés directement à l'arbre creux central du moteur.
GE développa une postcombustion variable pour le moteur, mais il fallut attendre le J47 pour voir apparaître des contrôles reliant électroniquement le moteur aux commandes du boîtier de gestion de celui-ci. G. Marrett décrit l'une des conséquences si le « lien » est humain entre le moteur et sa postcombustion : Si les brûleurs injectent du carburant mais que la tuyère ne s'ouvre pas (et que le pilote ne le remarque pas), l'indicateur RPM (qui donne les tours par minute de régime moteur) va surcharger en carburant les chambres de combustion jusqu'à faire griller la turbine par surchauffe.

## Histoire opérationnelle
Le J35 effectua son premier vol à bord d'un Republic XP-84 Thunderjet en 1946. Plus tard, en 1947, la responsabilité complète de son développement et de sa production furent transférés à la division Allison Engine Company de la General Motors Corporation et quelques J35 furent même produits par Chevrolet. Plus de 14 000 J35 avaient été fabriqués, au moment de l'arrêt de leur production, en 1955
Le J35 fut utilisé pour propulser l'avion de recherches à ailes à géométrie variable Bell X-5 et d'autres prototypes, tels les XB-43 Jetmaster, XB-45 Tornado, Convair XB-46, XB-47 Stratojet, Martin XB-48, and Northrop YB-49. Il est toutefois surtout connu pour avoir équipé deux des célèbres chasseurs de première ligne de l’US Air Force des années 1950 : Les Republic F-84 Thunderjet et Northrop F-89 Scorpion.
Un développement largement revu du J35 fut ensuite produit sous le nom d'Allison J71, développant 48,49 kN de poussée.

## Versions
- J35-GE-2 : 16,99 kN de poussée, prototypes construits par General Electric ;
- J35-GE-7 : 16,66 kN de poussée, construits par General Electric, propulsait les deux prototypes Republic XP-84 Thunderjet ;
- J35-GE-15 : 17,79 kN de poussée, construits par General Electric, propulsait le seul Republic XP-84A Thunderjet ;
- J35-A-3 : 17,79 kN de poussée ;
- J35-C-3 : 16,99 kN de poussée, production par Chevrolet ;
- J35-C-3 : 17,79 kN de poussée, production par Chevrolet ;
- J35-A-5 : 17,79 kN de poussée ;
- J35-A-9 : 17,79 kN de poussée ;
- J35-A-11 : 26,69 kN de poussée ;
- J35-A-13 : 23,13 kN de poussée ;
- J35-A-13C
- J35-A-15 : 17,79 kN de poussée, propulsait les quinze Republic YP-84 Thunderjet ;
- J35-A-15C : 17,79 kN de poussée ;
- J35-A-17 : 21,80 kN de poussée ;
- J35-A-17D : 22,24 kN de poussée ;
- J35-A-19 : 22,24 kN de poussée ;
- J35-A-21 : 24,91 kN de poussée, 32,92 kN avec la postcombustion ;
- J35-A-23 : 48,49 kN de poussée, désignation originale pour l'Allison J71 ;
- J35-A-29 : 24,73 kN de poussée ;
- J35-A-35 : 32,03 kN de poussée avec la postcombustion;
- J35-A-33 : 24,91 kN de poussée, 32,92 kN avec la postcombustion ;
- J35-A-35 : 24,20 kN de poussée, 32,03 kN avec la postcombustion ;

## Applications
- Bell X-5
- Boeing XB-47 Stratojet
- Convair XB-46
- Douglas D-558-1 Skystreak
- Douglas XB-43 Jetmaster
- Martin XB-48
- North American FJ-1 Fury
- North American XB-45 Tornado
- North American XP-86 Sabre
- Northrop F-89 Scorpion
- Northrop YB-49
- Republic F-84 Thunderjet
- Vought F7U-3 Cutlass (pour tests temporaires)

## Galerie photographique

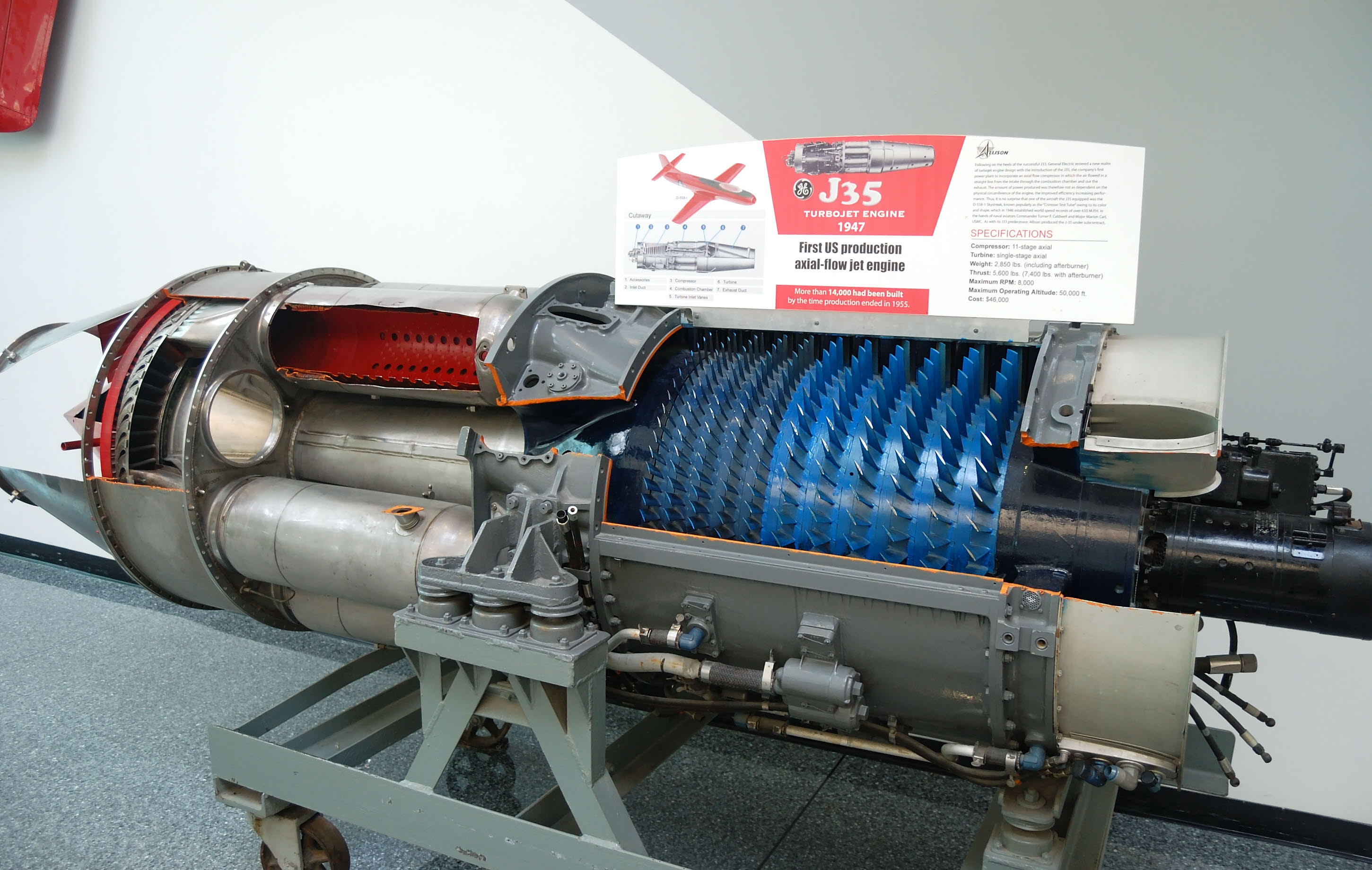
Allison J35 (GE), 1947 (National Naval Aviation Museum, Pensacola, FL).
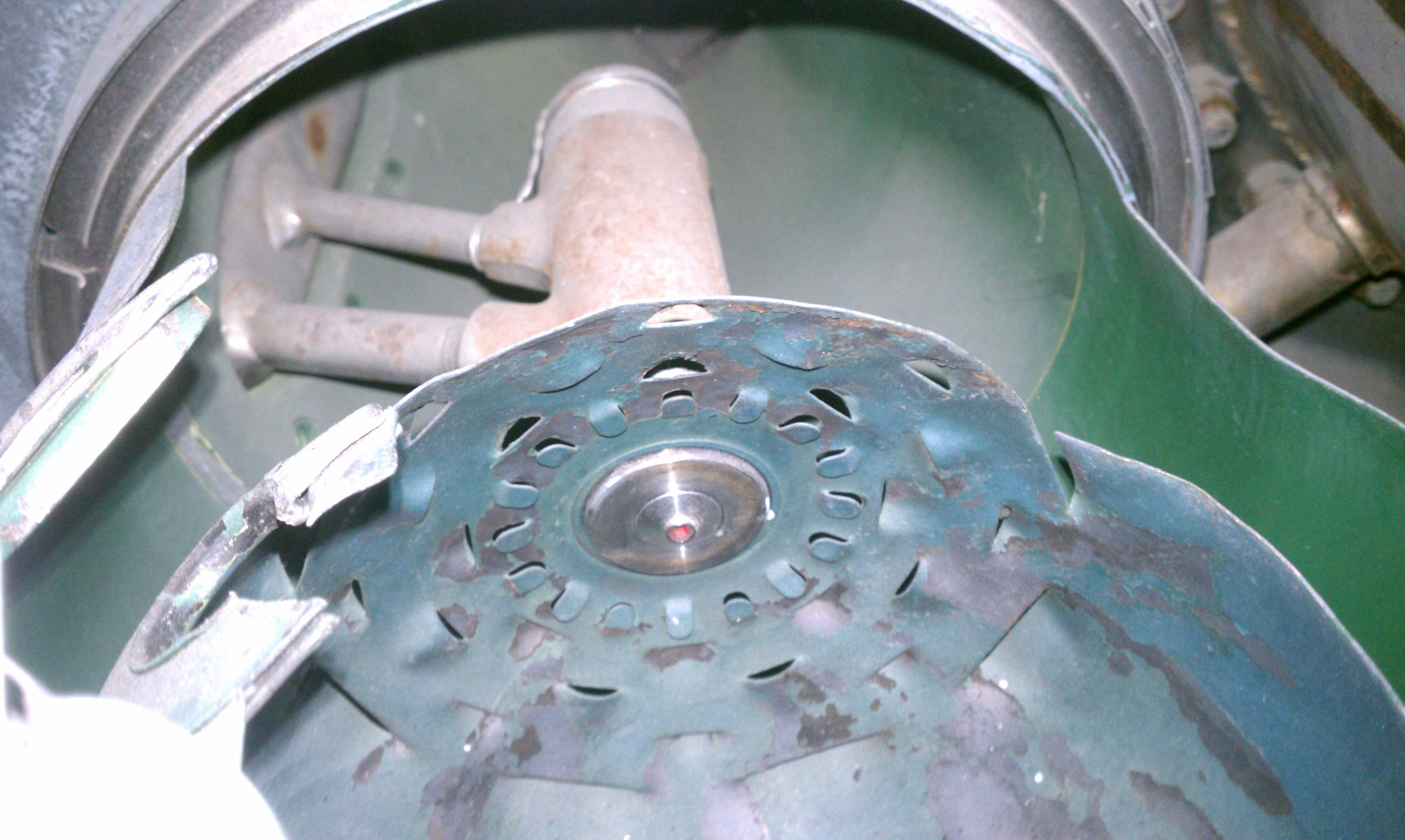
Vue en coupe d'un dôme d'une des chambres de combustion du J35.
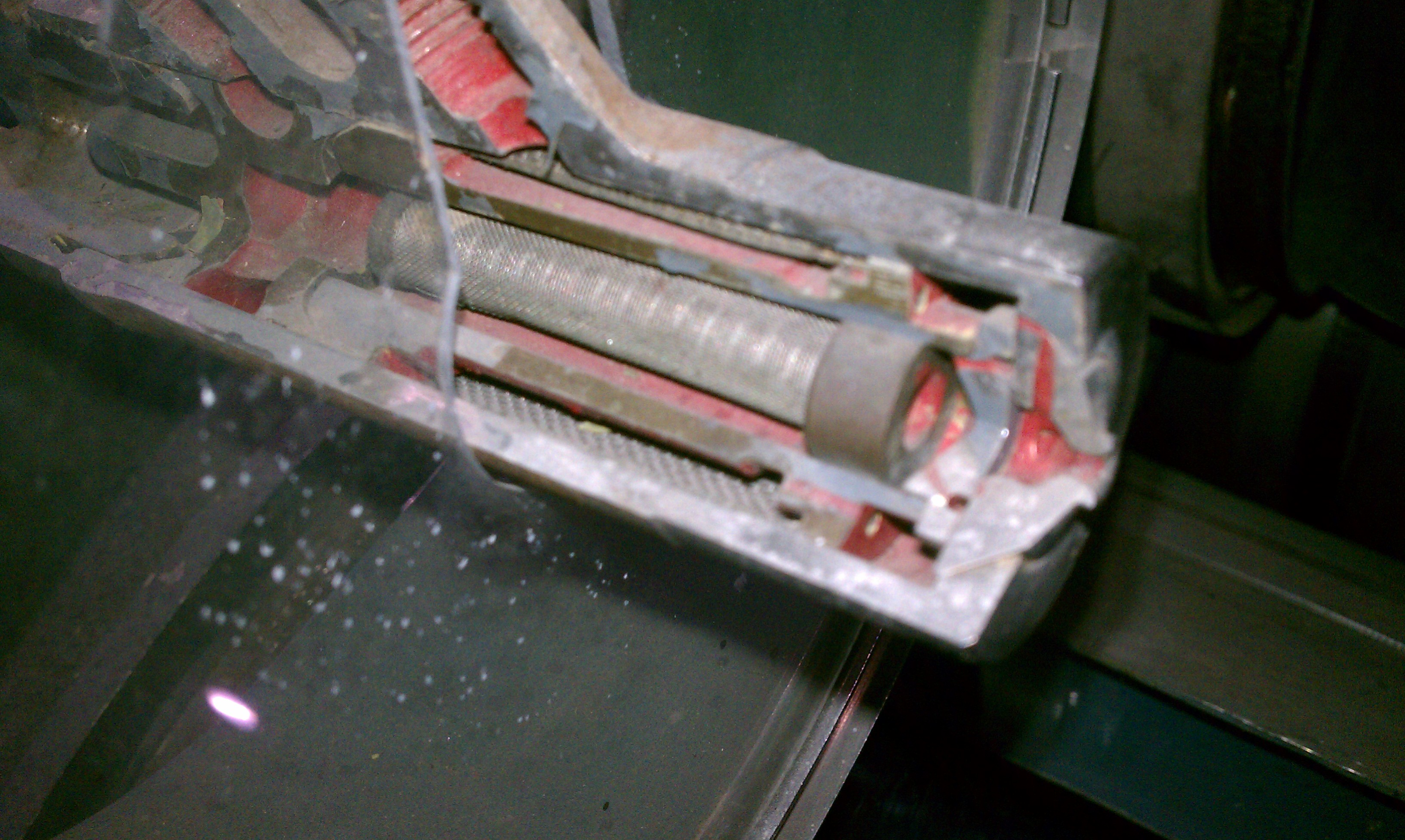
Vue en coupe d'un injecteur de carburant du J35.